# Louis Costa
Pour les articles homonymes, voir Costa.
Louis Costa, de son nom d'état civil Louis-Étienne Costa, surnommé « le notaire rouge » est un homme politique français né le 21 avril 1863 et mort à Cognocoli-Monticchi en Corse le 24 aout 1943.

## Jeunesse et formation
Louis Costa est issu d'une famille corse de notables. Sa mère meurt alors qu'il n'a que quatre ans. Son père, Jean-Baptiste Amédée Costa, participe à la commune de Paris en 1871, échappant par deux fois au peloton d'exécution. Il est assigné à résidence en Corse, alors que Louis n'a que neuf ans.
Louis fait ses études secondaires au collège Fesch, à Ajaccio et son service militaire à Nîmes. Il participe entre-temps à la construction de la voie ferrée Bastia-Corte. Il devient clerc de notaire à Corte, puis notaire à Pila-Canale. Il vivra des modestes revenus de sa charge, qu’il exerce bientôt à Cognocoli, et aussi de ceux, encore plus modestes, de ses terres, qu’il exploite lui-même. Il épouse en 1908 Marthe Colonna d’Istria, de Sollacaro, avec qui il aura quatre enfants.

## Entrée en politique
Louis déploie très jeune une grande activité politique, prenant très tôt son père (républicain paoliste) pour modèle. Il fonde en 1898 le groupe socialiste « Les Indépendants ». C’est le noyau de la fédération socialiste qui réunit onze groupes, et dont Louis est le secrétaire, avant d’être, et jusqu’en 1936, celui de la fédération communiste. En 1910, il est délégué, pour la Corse au congrès de Nîmes. Lors du déjeuner, il se trouve aux côtés de Jaurès, Renaudel, Vaillant. Il leur suggère de tenir en Corse le Congrès de 1911. Jaurès déclare alors « C’est un pays qui m’a toujours intéressé, par ses habitants et par sa situation ». Louis veut alors obtenir une promesse formelle, et Jaurès répond : « Il faudrait que je sois mort pour que je manque à la promesse que je viens de vous faire ». Le congrès se tiendra ailleurs.
Le 13 juillet 1918, Louis devient franc-maçon au Grand Orient de France et s’affilie à la loge « L’Émancipation Ajaccienne ». Il est élevé au grade de compagnon le 17 mars 1923 puis reçu maître maçon le 20 novembre 1925. Il reste franc-maçon jusqu’à sa radiation le 12 décembre 1931 car l’état déplorable de ses finances ne lui permet plus de régler ses cotisations. 
À la même époque, il participe à la fondation du Partitu corsu d’azione (Parti corse d'action). Il en sera un membre actif et fera voter par le conseil municipal de Cognocoli, dont il est le maire, une subvention pour l’érection d’une croix à Ponte-Novu.
En 1906-1907, Louis parraine la colonie libertaire de Ciorfoli, sur les terres de son frère François. Toute sa vie il conserve des amitiés chaleureuses et pleines d’estime réciproque envers des anarchistes notoires.

## Journalisme
Louis Costa publie de nombreux articles, en particulier pour le journal A Muvra, mais aussi pour Le Journal de la Corse. Les sujets abordés sont des plus variés : anecdotes, Histoire de la Corse (Bartolomeo de Vivario), cause féminine (« Le vote des femmes ») et bien sûr beaucoup de politique.
Louis Costa obtient les palmes académiques pour ses nombreuses publications.
Dans les dernières années de sa vie il donne régulièrement asile aux jeunes résistants de la région. U Ribeddu (Dumenicu Lucchini), en particulier, a dormi plusieurs fois dans la maison du notaire, et c’est là aussi que Jean Nicoli (cousin par alliance de sa femme Marthe) passa sa dernière nuit avant de descendre à Ajaccio.